# Mixer (serviço)
Mixer foi uma plataforma de streaming ao vivo de jogos eletrônicos sediada em Seattle de propriedade da Microsoft. O serviço foi lançado oficialmente em 5 de janeiro de 2016, como Beam, depois renomeado como Mixer em maio de 2017, que foi encerrado no dia 22 de julho de 2020.
O serviço dá ênfase à interatividade, com baixa latência de transmissão e uma plataforma para permitir que os espectadores realizem ações que possam influenciar a stream.

## Características
Mixer distingue-se de outras plataformas de streaming, enfatizando a interatividade entre streamers e seus espectadores; o serviço anunciava que haveria latência de menos de um segundo entre a transmissão original e quando é recebida pelos usuários, em vez de 10 a 20 segundos. Esse recurso é aproveitado por uma plataforma de interatividade, onde os espectadores podem usar botões exibidos ao lado de uma stream para influenciar a stream (como votar ou influenciar a jogabilidade). Os usuários podem gastar "Sparks" (ganhos por assistir e participar de streams) para ativar esses recursos de interatividade, e o suporte ao Mixer pode ser integrado aos jogos por meio de um SDK.
Em novembro de 2018, o site revelou uma grande atualização com a marca "Season 2", incluindo recursos lançados imediatamente e planos para os próximos recursos. A atualização adicionou o ajuste automático de qualidade para o player, "Habilidades" - um recurso que pode ser usado para acionar animações e efeitos especiais no bate-papo. Algumas habilidades premium são adquiridas usando a moeda paga "Embers"; os canais podem receber receita das Embers gastas pelos espectadores. Os streamers parceiros também podem receber bônus de pagamento com base no volume de Sparks gasto em seus canais. Em abril de 2019, o Mixer adicionou "Progressão de Canal" - um sistema de nível para rastrear o engajamento dos usuários com um determinado canal ao longo do tempo. Os usuários podem receber benefícios para recompensar sua participação de longo prazo.

## História
O Beam foi lançado em 5 de janeiro de 2016. Em maio de 2016, o Beam venceu a competição Startup Battlefield na conferência TechCrunch Disrupt, recebendo US$ 50.000 em financiamento livre de patrimônio.
Em 11 de agosto de 2016, o Beam foi adquirido pela Microsoft por um valor não revelado. A equipe do serviço foi integrada à divisão Xbox. Em 26 de outubro de 2016, a Microsoft anunciou que o Beam seria integrado ao Windows 10. O broadcast do Beam também foi integrado ao Xbox One na atualização de software de março de 2017.
Em 25 de maio de 2017, a Microsoft anunciou que o Beam seria renomeado como Mixer, pois o nome anterior não pôde ser usado globalmente. A nova marca veio junto com a introdução de vários novos recursos, como a capacidade de um usuário co-hospedar até três outras streams em seu canal de uma só vez, bem como o aplicativo móvel complementar Mixer Create. Também foi anunciado que o Mixer receberia integração de alto nível no Dashboard do Xbox One, com uma nova guia de curadoria de streams do Mixer.
Em 1º de agosto de 2019, o streamer de videogame Ninja anunciou que se mudaria do concorrente da Amazon, o Twitch exclusivamente para o Mixer, a partir de 2 de agosto. O acordo foi considerado uma grande jogada do Mixer, já que Ninja estava entre as principais personalidades do Twitch, com mais de 14 milhões de seguidores.
Em 22 de junho de 2020, a Microsoft anunciou o fim oficial da plataforma. A ideia é fundir o Mixer com o Facebook Gaming, através de uma parceria entre Microsoft e Facebook.